# Jaime Valle Méndez
Jaime Valle Méndez fue rector de la Universidad Autónoma de San Luis Potosí entre 1994 y 2004. 
Ha sido profesor de la Escuela de Ingeniería de esta institución desde 1962. Fue coordinador de la carrera de Ingeniería Mecánica y Electricista (1968-69), director de la Escuela de Ingeniería (1984-1988) y secretario general de la universidad (1988-1994). 
En el ámbito empresarial, Valle ha sido director general de la empresa CYPESA y miembro del Consejo Directivo de la Canacintra en San Luis Potosí , organización en la que llegó a ser vicepresidente. 
Una vez concluida su gestión, Valle continúa impartiendo clases en la Escuela de Ingeniería de la UASLP y brinda asesoría a universidades y gobierno. 
Valle es ingeniero Mecánico Electricista egresado de la UASLP, cuenta con una especialidad en Administración de Empresas de la Universidad de París y participó en el programa de Maestría en Administración en la UASLP.
| Predecesor: Alfonso Lastras Ramírez | Rector de la Universidad Autónoma de San Luis Potosí 1994 - 2004 | Sucesor: Mario García Valdez |